# Cá cờ đỏ
Cá cờ đỏ (tên khoa học: Macropodus erythropterus) là một loài cá nước ngọt nằm trong họ Cá tai tượng. Đây là một trong những loài cá cờ đặc hữu của Việt Nam. Chúng sống ở các dòng suối trên đồi, vùng trũng, vũng nước tù và các mương thủy lợi trong đất nông nghiệp (những con kênh dẫn nước bên cạnh những ruộng lúa) ở lưu vực sông Gianh, sông Cam Lộ, tỉnh Quảng Trị và Quảng Bình.

## Mô tả

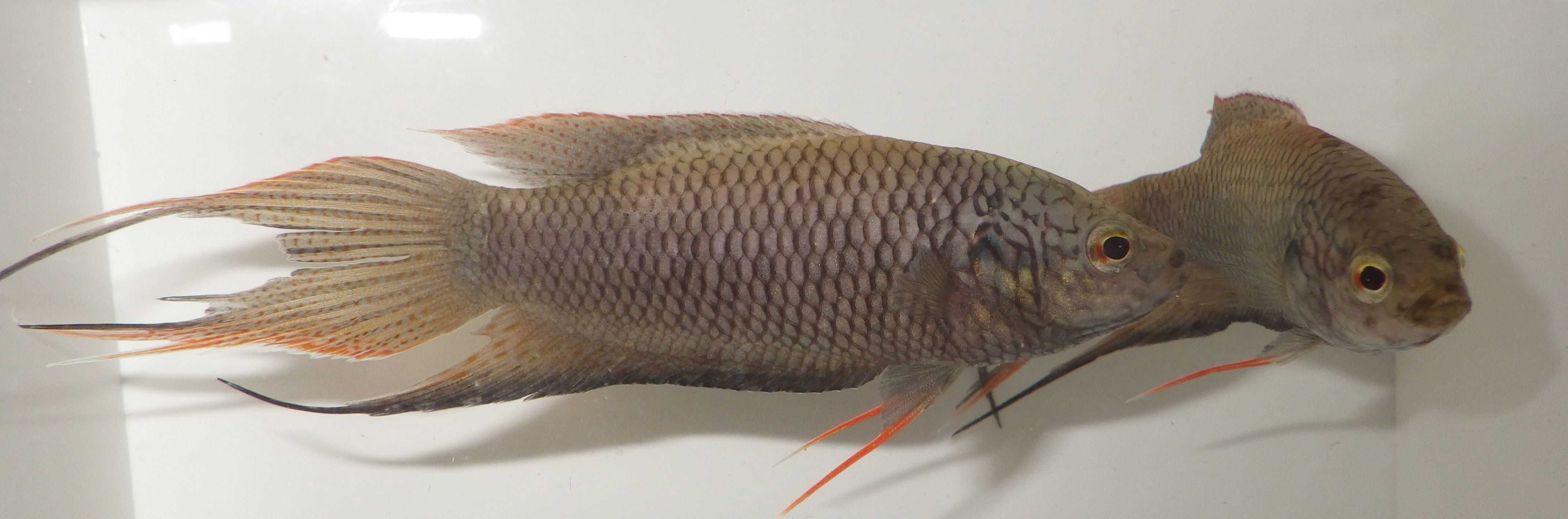
Mẫu cá cờ đỏ

Loài này phát triển đến chiều dài 6,5 xentimét (2,6 in) SL. Số lượng gai vây lưng (tia cứng): 12 - 16; tia vây lưng (tia mềm): 6 - 8; gai vây hậu môn: 17; tia vây hậu môn: 13 – 17; đốt sống: 29. Chấm trên nắp mang rất mờ hoặc không có, thân có từ 10-12 sọc nhạt màu, đầu và lưng không có chấm đen, khe và viền vảy rất đậm màu so với vảy, chóp vây bụng (hay còn gọi là kỳ) màu đỏ, chấm và sọc đỏ nâu trên vây lưng và đuôi, các tia vây màu nâu nhạt, lưng màu hanh đỏ và phần thân phía trên vây hậu môn có màu xanh dương hay xanh lục ánh kim.

## Hành vi và chế độ ăn uống
Tương tự cá cờ đen.

## Giá trị sử dụng
Loài cá được nuôi làm cảnh, không có giá trị trong ngư nghiệp và chăn nuôi.
Cá cờ đỏ cũng được dùng để giải trí bằng cách cho cá đực chọi nhau như cá cờ sọc.

## Hình ảnh

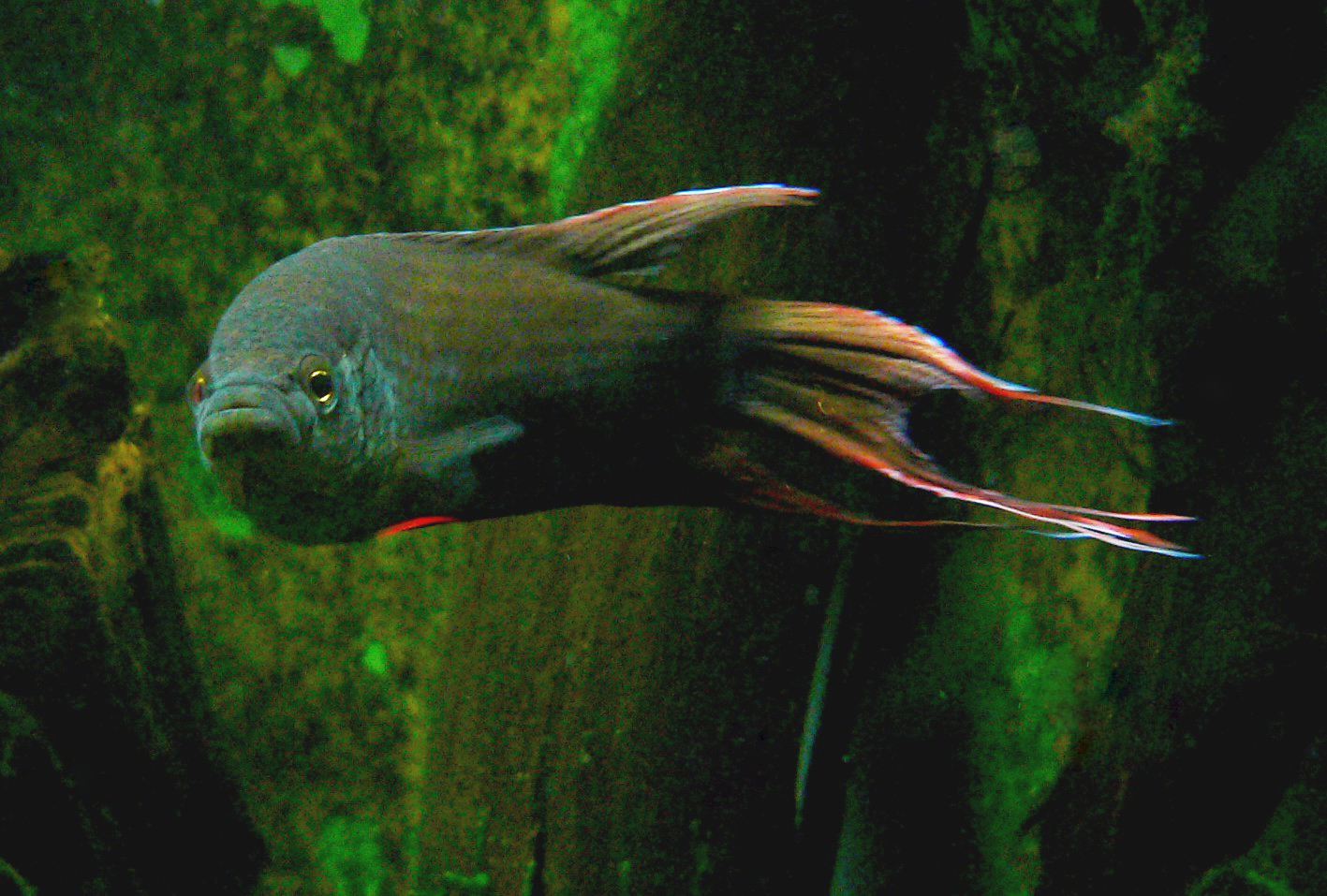
Cá cờ đỏ
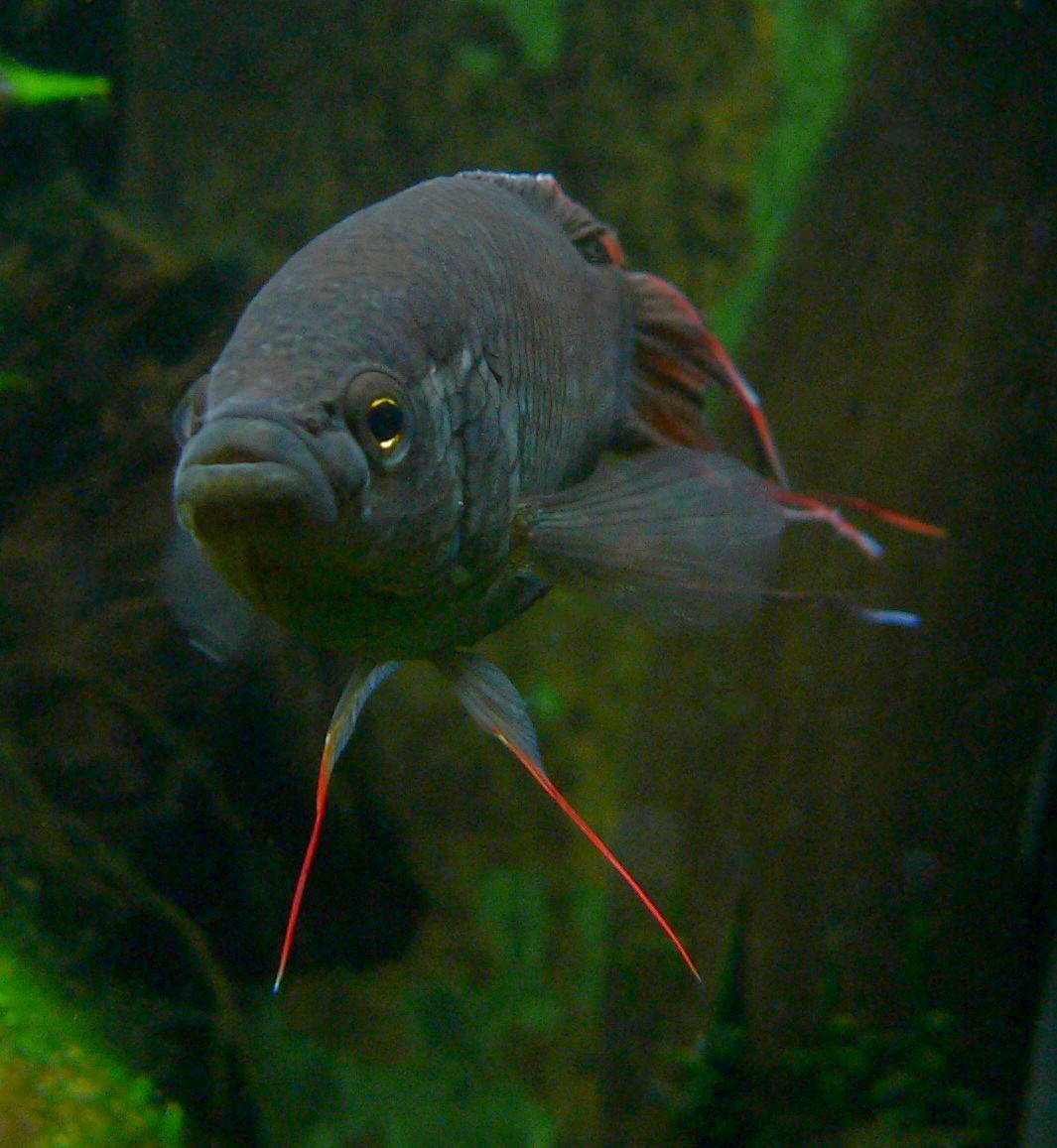
Cá cờ đỏ nhìn từ trước